# 3e bataillon de chasseurs mitrailleurs
Pour les articles homonymes, voir 3e bataillon.
Le 3e bataillon de chasseurs mitrailleurs (3e BCM) est une unité militaire française de l'entre-deux-guerres.

## Historique
Le 3e bataillon de chasseurs mitrailleurs est un des treize bataillons de chasseurs mitrailleurs métropolitains (plus sept bataillons coloniaux) mis sur pied en mars 1923. Il est en garnison à Labry (Meurthe-et-Moselle) et forme la 11e demi-brigade de chasseurs mitrailleurs avec les 1er et 2e BCM.
À partir du 27 novembre 1925, le bataillon est rattaché à l'armée du Levant pour faire face à la Grande révolte syrienne. 
Il est dissous en octobre 1926. Ses éléments métropolitains rejoignent le 94e régiment d'infanterie.

## Distinctions
Le bataillon est cité à l'ordre de l'armée et reçoit la croix de guerre des Théâtres d'opérations extérieurs.

« Le général commandant supérieur des troupes du Levant cite à l'ordre de l'armée (avec croix de guerre) :
3e bataillon de mitrailleurs, sous les ordres du commandement de Grouchy : « A participé brillamment aux opérations qui se sont déroulées aux abords de Damas de décembre 1925 à septembre 1926. A fait preuve de belles qualités d'endurance et d'opiniâtreté, tenant constamment l'ennemi en haleine et résistant victorieusement en toutes ses attaques. Le 20 juillet 1926, en particulier, a remarquablement rempli sa mission de barrage, capturant de nombreux prisonniers. » »

— Maurice Gamelin, Ordre général no 733